# Бодркур (Мозел)
Бодркур (фр. Baudrecourt) је насељено место у Француској у региону Лорена, у департману Мозел.
По подацима из 2011. године у општини је живело 188 становника, а густина насељености је износила 37,08 становника/km².

## Демографија
| 1962. | 1968. | 1975. | 1982. | 1990. | 2011. |
| ----- | ----- | ----- | ----- | ----- | ----- |
| 188   | 151   | 143   | 157   | 164   | 188   |